# Alessandro Sforza (pan Pesaro)
Alessandro Sforza, Aleksander Sforza (ur. 1409, zm. 1473) – założyciel linii Pesaro rodu Sforzów, pan Pesaro, Camerino i Fossombrone, gubernator Marchii Ankonitańskiej, kondotier na służbie papieża Piusa II i księcia Mediolanu Franciszka I.
Naturalny syn Jakuba (Mucja) Attendola zwanego Sforzą i Lucii Terzani da Marsciano, rodzony brat księcia Mediolanu Franciszka i przyrodni hrabiego Cotignoli Bosja, założyciela linii Santa Fiora.